# Computer Apple per data
Questa lista dei computer Apple ordinata per data elenca tutti i principali modelli di computer prodotti da Apple Inc. in ordine cronologico e suddivisi per decenni.

## Anni 1970
| Anno | Lancio    | Modello           | Famiglia | Fine produzione   |
| ---- | --------- | ----------------- | -------- | ----------------- |
| 1976 | 11 aprile | Apple I           | Apple I  | 30 settembre 1977 |
| 1977 | 16 aprile | Apple II          | Apple II | 1º giugno 1979    |
| 1979 | 1º giugno | Apple II Plus     | Apple II | 1º dicembre 1982  |
| 1979 | 1º giugno | Apple II EuroPlus | Apple II | 1º dicembre 1982  |
| 1979 | 1º giugno | Apple II J-Plus   | Apple II | 1º dicembre 1982  |
| 1979 | 1º giugno | Bell & Howell     | Apple II | 1º dicembre 1982  |

## Anni 1980
| Anno | Lancio       | Modello                    | Famiglia  | Fine produzione   |
| ---- | ------------ | -------------------------- | --------- | ----------------- |
| 1980 | 19 maggio    | Apple III                  | Apple III | 1º dicembre 1981  |
| 1981 | 1º dicembre  | Apple III Revised          | Apple III | 1º dicembre 1983  |
| 1983 | 1º gennaio   | Apple IIe                  | Apple II  | 1º marzo 1985     |
| 1983 | 19 gennaio   | Lisa                       | Compact   | agosto 1986       |
| 1983 | 1º dicembre  | Apple III Plus             | Apple III | 1º aprile 1984    |
| 1984 | 1º gennaio   | Lisa 2                     | Compact   | 1º gennaio 1985   |
| 1984 | 24 gennaio   | Macintosh 128K             | Compact   | 10 settembre 1984 |
| 1984 | 1º aprile    | Apple IIc                  | Apple II  | 1º settembre 1986 |
| 1984 | 10 settembre | Macintosh 512K             | Compact   | 14 aprile 1986    |
| 1984 | 10 settembre | Macintosh 128K (revised)   | Compact   | 1º ottobre 1985   |
| 1985 | 1º gennaio   | Macintosh XL               | Compact   | 29 aprile 1985    |
| 1985 | 1º marzo     | Apple IIe Enhanced         | Apple II  | 1º gennaio 1987   |
| 1986 | 16 gennaio   | Macintosh Plus             | Compact   | 1º gennaio 1987   |
| 1986 | 14 aprile    | Macintosh 512Ke            | Compact   | 1º ottobre 1987   |
| 1986 | 1º settembre | Apple IIGS                 | Apple II  | 1º ottobre 1989   |
| 1986 | 1º settembre | Apple IIc Memory Expansion | Apple II  | 1º settembre 1988 |
| 1987 | 1º gennaio   | Macintosh Plus (Platinum)  | Compact   | 15 ottobre 1990   |
| 1987 | 3 febbraio   | Macintosh SE               | Compact   | 1º agosto 1989    |
| 1987 | 2 marzo      | Macintosh II               | Mac II    | 15 gennaio 1990   |
| 1987 | 1º luglio    | Apple IIe Platinum         | Apple II  | 1º novembre 1993  |
| 1988 | 1º settembre | Apple IIc Plus             | Apple II  | 1º settembre 1990 |
| 1988 | 19 settembre | Macintosh IIx              | Mac II    | 15 ottobre 1990   |
| 1989 | 19 gennaio   | Macintosh SE/30            | Compact   | 21 ottobre 1991   |
| 1989 | 7 marzo      | Macintosh IIcx             | Mac II    | 11 marzo 1991     |
| 1989 | 1º agosto    | Macintosh SE FDHD          | Compact   | 15 ottobre 1990   |
| 1989 | 20 settembre | Macintosh IIci             | Mac II    | 20 febbraio 1993  |
| 1989 | 20 settembre | Macintosh Portable         | Portable  | 11 febbraio 1991  |
| 1989 | 1º ottobre   | Apple IIGS (1 MB, ROM 3)   | Apple II  | 1º dicembre 1992  |

## Anni 1990
| Anno | Lancio      | Modello                                      | Famiglia         | Fine produzione   |
| ---- | ----------- | -------------------------------------------- | ---------------- | ----------------- |
| 1990 | 19 marzo    | Macintosh IIfx                               | Mac II           | 15 aprile 1992    |
| 1990 | 15 ottobre  | Macintosh LC                                 | LC               | 23 marzo 1992     |
| 1990 | 15 ottobre  | Macintosh Classic                            | Compact          | 14 settembre 1992 |
| 1990 | 15 ottobre  | Macintosh IIsi                               | Mac II           | 15 marzo 1993     |
| 1991 | 11 febbraio | Macintosh Portable (display retroillumimato) | Portable         | 21 ottobre 1991   |
| 1991 | 1º marzo    | Apple IIe Card                               | Apple II         | 1º maggio 1995    |
| 1991 | 21 ottobre  | Macintosh Classic II                         | Compact          | 13 settembre 1993 |
| 1991 | 21 ottobre  | Quadra 700                                   | Quadra           | 15 marzo 1993     |
| 1991 | 21 ottobre  | Quadra 900                                   | Quadra           | 18 maggio 1992    |
| 1991 | 21 ottobre  | PowerBook 100                                | PowerBook        | 3 agosto 1992     |
| 1991 | 21 ottobre  | PowerBook 140                                | PowerBook        | 3 agosto 1992     |
| 1991 | 21 ottobre  | PowerBook 170                                | PowerBook        | 19 ottobre 1992   |
| 1992 | 23 marzo    | Macintosh LC II                              | LC               | 15 marzo 1993     |
| 1992 | 18 maggio   | Quadra 950                                   | Quadra           | 14 ottobre 1995   |
| 1992 | 3 agosto    | PowerBook 145                                | PowerBook        | 7 luglio 1993     |
| 1992 | 19 ottobre  | Macintosh IIvi                               | Mac II           | 10 febbraio 1993  |
| 1992 | 19 ottobre  | Macintosh IIvx                               | Mac II           | 19 ottobre 1993   |
| 1992 | 19 ottobre  | PowerBook 160                                | PowerBook        | 16 agosto 1993    |
| 1992 | 19 ottobre  | PowerBook 180                                | PowerBook        | 16 maggio 1994    |
| 1992 | 19 ottobre  | PowerBook Duo 210                            | PowerBook Duo    | 21 ottobre 1993   |
| 1992 | 19 ottobre  | PowerBook Duo 230                            | PowerBook Duo    | 27 luglio 1994    |
| 1993 | 10 febbraio | Macintosh LC III / III+                      | LC               | 14 febbraio 1994  |
| 1993 | 10 febbraio | Macintosh Color Classic                      | Compact          | 16 maggio 1994    |
| 1993 | 10 febbraio | Centris 610                                  | Centris          | 21 ottobre 1993   |
| 1993 | 10 febbraio | Centris 650                                  | Centris          | 21 ottobre 1993   |
| 1993 | 10 febbraio | Quadra 800                                   | Quadra           | 14 marzo 1994     |
| 1993 | 10 febbraio | PowerBook 165c                               | PowerBook        | 13 dicembre 1993  |
| 1993 | 22 marzo    | Workgroup Server 80                          | Workgroup Server | 17 ottobre 1995   |
| 1993 | 22 marzo    | Workgroup Server 95                          | Workgroup Server | 3 aprile 1995     |
| 1993 | 7 giugno    | PowerBook 145b                               | PowerBook        | 18 luglio 1994    |
| 1993 | 7 giugno    | PowerBook 180c                               | PowerBook        | 14 marzo 1994     |
| 1993 | 28 giugno   | Macintosh LC 520                             | LC               | 2 febbraio 1994   |
| 1993 | 26 luglio   | Workgroup Server 60                          | Workgroup Server | 17 ottobre 1995   |
| 1993 | 29 luglio   | Centris / Quadra 660AV                       | Centris / Quadra | 12 settembre 1994 |
| 1993 | 29 luglio   | Quadra 840AV                                 | Quadra           | 18 luglio 1994    |
| 1993 | 16 agosto   | PowerBook 165                                | PowerBook        | 18 luglio 1994    |
| 1993 | 10 ottobre  | Macintosh Color Classic II                   | Compact          | 1º novembre 1995  |
| 1993 | 21 ottobre  | Macintosh TV                                 | LC               | 1º febbraio 1995  |
| 1993 | 21 ottobre  | Quadra 605                                   | Quadra           | 17 ottobre 1994   |
| 1993 | 21 ottobre  | Quadra 610                                   | Quadra           | 18 luglio 1994    |
| 1993 | 21 ottobre  | Quadra 650                                   | Quadra           | 12 settembre 1994 |
| 1993 | 21 ottobre  | PowerBook Duo 250                            | PowerBook Duo    | 16 maggio 1994    |
| 1993 | 21 ottobre  | PowerBook Duo 270c                           | PowerBook Duo    | 16 maggio 1994    |
| 1994 | 2 febbraio  | Macintosh LC 550                             | LC               | 23 marzo 1995     |
| 1994 | 2 febbraio  | Macintosh LC 575                             | LC               | 3 aprile 1995     |
| 1994 | 14 marzo    | Power Macintosh 6100                         | Power Macintosh  | 18 maggio 1996    |
| 1994 | 14 marzo    | Power Macintosh 7100                         | Power Macintosh  | 6 gennaio 1996    |
| 1994 | 14 marzo    | Power Macintosh 8100                         | Power Macintosh  | 14 agosto 1996    |
| 1994 | 26 aprile   | Workgroup Server 6150                        | Workgroup Server | 1º ottobre 1995   |
| 1994 | 26 aprile   | Workgroup Server 8150                        | Workgroup Server | 26 febbraio 1996  |
| 1994 | 26 aprile   | Workgroup Server 9150                        | Workgroup Server | 26 febbraio 1996  |
| 1994 | 16 maggio   | PowerBook 520/c                              | PowerBook 500    | 16 settembre 1995 |
| 1994 | 16 maggio   | PowerBook 540/c                              | PowerBook 500    | 16 agosto 1995    |
| 1994 | 16 maggio   | PowerBook 550                                | PowerBook 500    | 1º aprile 1996    |
| 1994 | 16 maggio   | PowerBook Duo 280                            | PowerBook Duo    | 14 novembre 1994  |
| 1994 | 16 maggio   | PowerBook Duo 280c                           | PowerBook Duo    | 1º gennaio 1996   |
| 1994 | 18 luglio   | Quadra 630                                   | Quadra           | 17 aprile 1995    |
| 1994 | 18 luglio   | PowerBook 150                                | PowerBook        | 14 ottobre 1995   |
| 1995 | 28 gennaio  | Power Macintosh 6200 / 6300                  | Power Macintosh  | 17 ottobre 1996   |
| 1995 | 3 aprile    | Macintosh LC 580                             | LC               | 1º ottobre 1995   |
| 1995 | 3 aprile    | Performa 5200                                | Performa         | 1º ottobre 1996   |
| 1995 | 19 giugno   | Power Macintosh 9500                         | Power Macintosh  | 17 febbraio 1997  |
| 1995 | 7 agosto    | Power Macintosh 7200                         | Power Macintosh  | 1º aprile 1996    |
| 1995 | 7 agosto    | Power Macintosh 7500                         | Power Macintosh  | 17 febbraio 1997  |
| 1995 | 7 agosto    | Power Macintosh 8500                         | Power Macintosh  | 17 febbraio 1997  |
| 1995 | 28 agosto   | PowerBook 190                                | PowerBook        | 1º settembre 1996 |
| 1995 | 28 agosto   | PowerBook 5300                               | PowerBook        | 3 agosto 1996     |
| 1995 | 28 agosto   | PowerBook Duo 2300c                          | PowerBook Duo    | 1º febbraio 1997  |
| 1996 | 15 febbraio | Apple Network Server 500                     | Network Server   | 1º aprile 1997    |
| 1996 | 15 febbraio | Apple Network Server 700/150                 | Network Server   | 1º aprile 1997    |
| 1996 | 26 febbraio | Workgroup Server 7250                        | Workgroup Server | 21 aprile 1997    |
| 1996 | 26 febbraio | Workgroup Server 8550                        | Workgroup Server | 21 aprile 1997    |
| 1996 | 10 marzo    | Performa 5260 / 5300                         | Performa         | 1º aprile 1997    |
| 1996 | 1º aprile   | Performa 5400                                | Performa         | 17 febbraio 1997  |
| 1996 | 1º aprile   | Power Macintosh 7600                         | Power Macintosh  | 1º ottobre 1997   |
| 1996 | 16 ottobre  | Apple Network Server 700/200                 | Network Server   | 1º aprile 1997    |
| 1996 | 17 ottobre  | Performa 6360                                | Performa         | 1º ottobre 1997   |
| 1996 | 23 ottobre  | Performa 6400                                | Performa         | 1º maggio 1997    |
| 1996 | 15 novembre | Power Macintosh 4400                         | Power Macintosh  | 11 ottobre 1997   |
| 1996 | 20 novembre | PowerBook 1400                               | PowerBook        | 6 maggio 1998     |
| 1997 | 17 febbraio | Power Macintosh 5500                         | Power Macintosh  | 31 marzo 1998     |
| 1997 | 17 febbraio | Power Macintosh 6500                         | Power Macintosh  | 14 marzo 1998     |
| 1997 | 17 febbraio | Power Macintosh 7300                         | Power Macintosh  | 10 novembre 1997  |
| 1997 | 17 febbraio | Power Macintosh 8600                         | Power Macintosh  | 17 febbraio 1998  |
| 1997 | 17 febbraio | Power Macintosh 9600                         | Power Macintosh  | 17 marzo 1998     |
| 1997 | 17 febbraio | PowerBook 3400                               | PowerBook        | 14 marzo 1998     |
| 1997 | 20 marzo    | Twentieth Anniversary Macintosh              | Power Macintosh  | 14 marzo 1998     |
| 1997 | 21 aprile   | Workgroup Server 7350                        | Workgroup Server | 2 marzo 1998      |
| 1997 | 21 aprile   | Workgroup Server 9650                        | Workgroup Server | 2 marzo 1998      |
| 1997 | 8 maggio    | PowerBook 2400c                              | PowerBook        | 14 marzo 1998     |
| 1997 | 10 novembre | Power Macintosh G3 Desktop                   | Power Macintosh  | 5 gennaio 1999    |
| 1997 | 10 novembre | Power Macintosh G3 Minitower                 | Power Macintosh  | 5 gennaio 1999    |
| 1997 | 10 novembre | PowerBook G3                                 | PowerBook G3     | 14 marzo 1998     |
| 1998 | 31 gennaio  | Power Macintosh G3 AIO                       | Power Macintosh  | 17 ottobre 1998   |
| 1998 | 2 marzo     | Macintosh Server G3                          | Macintosh Server | 1º gennaio 1999   |
| 1998 | 6 maggio    | PowerBook G3 series                          | PowerBook G3     | 10 maggio 1999    |
| 1998 | 15 agosto   | iMac G3                                      | iMac             | 10 maggio 1999    |
| 1999 | 5 gennaio   | Power Macintosh G3 (Blu e Bianco)            | Power Macintosh  | 13 ottobre 1999   |
| 1999 | 5 gennaio   | Macintosh Server G3 (Blu e Bianco)           | Macintosh Server | 31 agosto 1999    |
| 1999 | 10 maggio   | PowerBook G3 ("Lombard")                     | PowerBook G3     | 16 febbraio 2000  |
| 1999 | 21 giugno   | iBook                                        | iBook            | 13 settembre 2000 |
| 1999 | 31 agosto   | Macintosh Server G4                          | Macintosh Server | 19 luglio 2000    |
| 1999 | 5 ottobre   | iMac (slot loading)                          | iMac             | 18 marzo 2003     |
| 1999 | 13 ottobre  | Power Mac G4 Graphite                        | Power Macintosh  | 18 luglio 2001    |

## Anni 2000
| Anno | Lancio       | Modello                     | Famiglia         | Fine produzione   |
| ---- | ------------ | --------------------------- | ---------------- | ----------------- |
| 2000 | 16 febbraio  | PowerBook ("Pismo")         | PowerBook G3     | 9 gennaio 2001    |
| 2000 | 19 luglio    | Power Mac G4 Cube           | Power Macintosh  | 3 luglio 2001     |
| 2000 | 13 settembre | iBook (FireWire)            | iBook            | 1º maggio 2001    |
| 2001 | gennaio      | PowerBook G4 Titanium       | PowerBook G4     | 16 settembre 2003 |
| 2001 | 1º maggio    | iBook (bianco)              | iBook            | 22 ottobre 2003   |
| 2001 | 18 luglio    | Power Mac G4 Quicksilver    | Power Macintosh  | 13 agosto 2002    |
| 2001 | 8 settembre  | Server G4 Quicksilver       | Macintosh Server | 14 maggio 2002    |
| 2002 | 7 gennaio    | iMac G4 15"                 | iMac             | 31 agosto 2004    |
| 2002 | 7 gennaio    | iBook (14")                 | iBook            | 22 ottobre 2003   |
| 2002 | 29 aprile    | eMac                        | eMac             | 5 luglio 2006     |
| 2002 | 14 maggio    | Xserve                      | Xserve           | 10 febbraio 2003  |
| 2002 | 17 luglio    | iMac G4 17"                 | iMac             | 31 agosto 2004    |
| 2002 | 13 agosto    | Power Mac G4 MDD            | Power Macintosh  | 9 giugno 2004     |
| 2002 | 27 agosto    | Macintosh Server G4 MDD     | Macintosh Server | 28 gennaio 2003   |
| 2003 | 7 gennaio    | PowerBook G4 Aluminum (12") | PowerBook G4     | 16 maggio 2006    |
| 2003 | 7 gennaio    | PowerBook G4 Aluminum (17") | PowerBook G4     | 24 aprile 2006    |
| 2003 | 10 febbraio  | Xserve slot loading         | Xserve           | 6 gennaio 2004    |
| 2003 | 10 febbraio  | Xserve Cluster Node         | Xserve           | 6 gennaio 2004    |
| 2003 | 23 giugno    | Power Mac G5                | Power Macintosh  | 9 giugno 2004     |
| 2003 | 16 settembre | PowerBook G4 Aluminum (15") | PowerBook G4     | 14 febbraio 2006  |
| 2003 | 22 ottobre   | iBook G4 (12" / 14")        | iBook            | 16 maggio 2006    |
| 2003 | 18 novembre  | iMac G4 20"                 | iMac             | 31 agosto 2004    |
| 2004 | 6 gennaio    | Xserve G5                   | Xserve           | 7 agosto 2006     |
| 2004 | 6 gennaio    | Xserve Cluster Node G5      | Xserve           | 7 agosto 2006     |
| 2004 | 9 giugno     | Power Mac G5 FX             | Power Macintosh  | 19 ottobre 2005   |
| 2004 | 31 agosto    | iMac G5 17"                 | iMac             | 10 gennaio 2006   |
| 2004 | 31 agosto    | iMac G5 20"                 | iMac             | 20 marzo 2006     |
| 2005 | 11 gennaio   | Mac mini                    | Mac mini         | 28 febbraio 2006  |
| 2005 | 19 ottobre   | Power Mac G5 dual core      | Power Macintosh  | 7 agosto 2006     |
| 2006 | 10 gennaio   | iMac Core Duo               | iMac             | 6 settembre 2006  |
| 2006 | 14 febbraio  | MacBook Pro (15")           | MacBook Pro      | 26 febbraio 2008  |
| 2006 | 28 febbraio  | Mac mini Core Solo          | Mac mini         | 6 settembre 2006  |
| 2006 | 28 febbraio  | Mac mini Core Duo           | Mac mini         | 7 agosto 2007     |
| 2006 | 24 aprile    | MacBook Pro (17")           | MacBook Pro      | 26 febbraio 2008  |
| 2006 | 16 maggio    | MacBook                     | MacBook          | 8 novembre 2008   |
| 2006 | 7 agosto     | Mac Pro                     | Mac Pro          | 8 gennaio 2008    |
| 2006 | 7 agosto     | Xserve (Intel)              | Xserve           | 8 gennaio 2008    |
| 2006 | 6 settembre  | iMac 17" Core 2 Duo         | iMac             | 7 agosto 2007     |
| 2006 | 6 settembre  | iMac 20" Core 2 Duo         | iMac             | 7 agosto 2007     |
| 2006 | 6 settembre  | iMac 24" Core 2 Duo         | iMac             | 7 agosto 2007     |
| 2006 | 24 ottobre   | MacBook Pro (fine 2006)     | MacBook Pro      | 5 giugno 2007     |
| 2006 | 8 novembre   | MacBook (fine 2006)         | MacBook          | 15 maggio 2007    |
| 2007 | 15 maggio    | MacBook (metà 2007)         | MacBook          | 1º novembre 2007  |
| 2007 | 5 giugno     | MacBook Pro (metà 2007)     | MacBook Pro      | 1º novembre 2007  |
| 2007 | 7 agosto     | iMac 20" Aluminum           | iMac             | 28 aprile 2008    |
| 2007 | 7 agosto     | iMac 24" Aluminum           | iMac             | 28 aprile 2008    |
| 2007 | 7 agosto     | Mac mini Core 2 Duo         | Mac mini         | 3 marzo 2009      |
| 2007 | 1º novembre  | MacBook Pro (fine 2007)     | MacBook Pro      | 26 febbraio 2008  |
| 2007 | 1º novembre  | MacBook (fine 2007)         | MacBook          | 26 febbraio 2008  |
| 2008 | 8 gennaio    | Xserve Harpertown           | Xserve           | 7 aprile 2009     |
| 2008 | 8 gennaio    | Mac Pro Harpertown          | Mac Pro          | 3 marzo 2009      |
| 2008 | 15 gennaio   | MacBook Air                 | MacBook Air      | 14 ottobre 2008   |
| 2008 | 26 febbraio  | MacBook Penryn              | MacBook          | 14 ottobre 2008   |
| 2008 | 26 febbraio  | MacBook Pro Penryn 15"      | MacBook Pro      | 14 ottobre 2008   |
| 2008 | 26 febbraio  | MacBook Pro Penryn 17"      | MacBook Pro      | 6 gennaio 2009    |
| 2008 | 28 aprile    | iMac (inizio 2008)          | iMac             | 3 marzo 2009      |
| 2008 | 14 ottobre   | MacBook Air Penryn          | MacBook Air      | 8 giugno 2009     |
| 2008 | 14 ottobre   | MacBook White               | MacBook          | 29 gennaio 2009   |
| 2008 | 14 ottobre   | MacBook Aluminum            | MacBook          | 8 giugno 2009     |
| 2008 | 14 ottobre   | MacBook Pro (Unibody) 15"   | MacBook Pro      | 8 giugno 2009     |
| 2009 | 6 gennaio    | MacBook Pro (Unibody) 17"   | MacBook Pro      | 8 giugno 2009     |
| 2009 | 29 gennaio   | MacBook White (inizio 2009) | MacBook          | 27 maggio 2009    |
| 2009 | 3 marzo      | Mac mini (inizio 2009)      | Mac mini         | 20 ottobre 2009   |
| 2009 | 3 marzo      | iMac (inizio 2009)          | iMac             | 20 ottobre 2009   |
| 2009 | 3 marzo      | Mac Pro (inizio 2009)       | Mac Pro          | 9 agosto 2010     |
| 2009 | 7 aprile     | Xserve Nehalem              | Xserve           | 31 gennaio 2011   |
| 2009 | 27 maggio    | MacBook (metà 2009)         | MacBook          | 20 ottobre 2009   |
| 2009 | 8 giugno     | MacBook Pro 13" (metà 2009) | MacBook Pro      | 13 aprile 2010    |
| 2009 | 8 giugno     | MacBook Pro 15" (metà 2009) | MacBook Pro      | 13 aprile 2010    |
| 2009 | 8 giugno     | MacBook Pro 17" (metà 2009) | MacBook Pro      | 13 aprile 2010    |
| 2009 | 8 giugno     | MacBook Air (metà 2009)     | MacBook Air      | 1º settembre 2010 |
| 2009 | 20 ottobre   | Mac mini (fine 2009)        | Mac mini         | 15 giugno 2010    |
| 2009 | 20 ottobre   | iMac (fine 2009)            | iMac             | 27 luglio 2010    |
| 2009 | 20 ottobre   | MacBook (fine 2009)         | MacBook          | 18 maggio 2010    |

## Anni 2010
| Anno | Lancio       | Modello                                                 | Famiglia    | Fine produzione        |
| ---- | ------------ | ------------------------------------------------------- | ----------- | ---------------------- |
| 2010 | 13 aprile    | MacBook Pro (inizio 2010)                               | MacBook Pro | 24 febbraio 2011       |
| 2010 | 18 maggio    | MacBook (metà 2010)                                     | MacBook     | 20 luglio 2011         |
| 2010 | 15 giugno    | Mac mini (metà 2010)                                    | Mac mini    | 20 luglio 2011         |
| 2010 | 27 luglio    | iMac (metà 2010)                                        | iMac        | 3 maggio 2011          |
| 2010 | 9 agosto     | Mac Pro (metà 2010)                                     | Mac Pro     | 11 giugno 2012         |
| 2010 | 20 ottobre   | MacBook Air (fine 2010)                                 | MacBook Air | 20 luglio 2011         |
| 2011 | 24 febbraio  | MacBook Pro (inizio 2011)                               | MacBook Pro | 24 ottobre 2011        |
| 2011 | 3 maggio     | iMac (metà 2011)                                        | iMac        | 23 ottobre 2012        |
| 2011 | 20 luglio    | MacBook Air (metà 2011)                                 | MacBook Air | 11 giugno 2012         |
| 2011 | 20 luglio    | Mac mini (metà 2011)                                    | Mac mini    | 23 ottobre 2012        |
| 2011 | 24 ottobre   | MacBook Pro (fine 2011)                                 | MacBook Pro | 11 giugno 2012         |
| 2012 | 11 giugno    | MacBook Air (metà 2012)                                 | MacBook Air | 10 giugno 2013         |
| 2012 | 11 giugno    | MacBook Pro (metà 2012)                                 | MacBook Pro | 27 ottobre 2016        |
| 2012 | 11 giugno    | MacBook Pro con display Retina (metà 2012)              | MacBook Pro | 13 febbraio 2013       |
| 2012 | 11 giugno    | Mac Pro (metà 2012)                                     | Mac Pro     | 19 dicembre 2013       |
| 2012 | 23 ottobre   | iMac (fine 2012)                                        | iMac        | 24 settembre 2013      |
| 2012 | 23 ottobre   | MacBook Pro con display Retina (fine 2012)              | MacBook Pro | 13 febbraio 2013       |
| 2012 | 23 ottobre   | Mac mini (fine 2012)                                    | Mac mini    | 16 ottobre 2014        |
| 2013 | 13 febbraio  | MacBook Pro con display Retina (inizio 2013)            | MacBook Pro | 22 ottobre 2013        |
| 2013 | 5 marzo      | iMac (inizio 2013, solo educativo)                      | iMac        | 24 settembre 2013      |
| 2013 | 10 giugno    | MacBook Air (metà 2013)                                 | MacBook Air | 29 aprile 2014         |
| 2013 | 24 settembre | iMac (fine 2013)                                        | iMac        | 18 giugno 2014         |
| 2013 | 22 ottobre   | MacBook Pro con display Retina (fine 2013)              | MacBook Pro | 29 luglio 2014         |
| 2013 | 19 dicembre  | Mac Pro (fine 2013)                                     | Mac Pro     | 3 giugno 2019          |
| 2014 | 29 aprile    | MacBook Air (inizio 2014)                               | MacBook Air | 9 marzo 2015           |
| 2014 | 18 giugno    | iMac (21,5", metà 2014)                                 | iMac        | 13 ottobre 2015        |
| 2014 | 29 luglio    | MacBook Pro with Retina display (metà 2014)             | MacBook Pro | 9 marzo 2015           |
| 2014 | 16 ottobre   | iMac (27", Retina, fine 2014)                           | iMac        | 19 maggio 2015         |
| 2014 | 16 ottobre   | Mac mini (fine 2014)                                    | Mac mini    | 30 ottobre 2018        |
| 2015 | 9 marzo      | MacBook Pro con display Retina (inizio 2015)            | MacBook Pro | 19 maggio 2015         |
| 2015 | 9 marzo      | MacBook Air (inizio 2015)                               | MacBook Air | 5 giugno 2017          |
| 2015 | 10 aprile    | MacBook (Retina, inizio 2015)                           | MacBook     | 19 aprile 2016         |
| 2015 | 19 maggio    | iMac (27", Retina, metà 2015)                           | iMac        | 13 ottobre 2015        |
| 2015 | 19 maggio    | MacBook Pro con display Retina (metà 2015)              | MacBook Pro | 12 luglio 2018         |
| 2015 | 13 ottobre   | iMac (fine 2015)                                        | iMac        | 5 giugno 2017          |
| 2015 | 13 ottobre   | iMac (Retina, fine 2015)                                | iMac        | 5 giugno 2017          |
| 2016 | 20 aprile    | MacBook (Retina, inizio 2016)                           | MacBook     | 5 giugno 2017          |
| 2016 | 27 ottobre   | MacBook Pro (fine 2016)                                 | MacBook Pro | 5 giugno 2017          |
| 2016 | 12 novembre  | MacBook Pro con Touch Bar (fine 2016)                   | MacBook Pro | 5 giugno 2017          |
| 2017 | 5 giugno     | MacBook Pro con Touch Bar (metà 2017)                   | MacBook Pro | 12 luglio 2018         |
| 2017 | 5 giugno     | MacBook Pro (metà 2017)                                 | MacBook Pro | 9 luglio 2019          |
| 2017 | 5 giugno     | MacBook Air (metà 2017)                                 | MacBook Air | 9 luglio 2019          |
| 2017 | 5 giugno     | MacBook (Retina, metà 2017)                             | MacBook     | 9 luglio 2019          |
| 2017 | 5 giugno     | iMac (Retina, 21.5", metà 2017)                         | iMac        | 3 marzo 2021           |
| 2017 | 5 giugno     | iMac (Retina, 27", metà 2017)                           | iMac        | 19 marzo 2019          |
| 2017 | 14 dicembre  | iMac Pro                                                | iMac Pro    | 20 marzo 2021          |
| 2018 | 12 luglio    | MacBook Pro con Touch Bar (metà 2018)                   | MacBook Pro | 21 maggio 2019         |
| 2018 | 30 ottobre   | Mac mini (fine 2018)                                    | Mac mini    | in produzione          |
| 2018 | 30 ottobre   | MacBook Air (fine 2018)                                 | MacBook Air | 9 luglio 2019          |
| 2019 | 19 marzo     | iMac (inizio 2019)                                      | iMac        | 29 aprile 2021         |
| 2019 | 21 maggio    | MacBook Pro con quattro porte Thunderbolt 3 (metà 2019) | MacBook Pro | in produzione          |
| 2019 | 21 maggio    | MacBook Pro con quattro porte Thunderbolt 3 (metà 2019) | MacBook Pro | 13 novembre 2019 (15") |
| 2019 | 9 luglio     | MacBook Pro con due porte Thunderbolt 3 (metà 2019)     | MacBook Pro |                        |
| 2019 | 9 luglio     | [[MacBook Air#Metà 2019[13]\|MacBook Air (metà 2019)]]  | MacBook Air | in produzione          |
| 2019 | 13 novembre  | MacBook Pro con Magic Keyboard (fine 2019)              | MacBook Pro | in produzione          |
| 2019 | dicembre     | Mac Pro (fine 2019)                                     | Mac Pro     | in produzione          |

## Anni 2020
| Anno | Lancio      | Modello                                        | Famiglia    | Fine produzione |
| ---- | ----------- | ---------------------------------------------- | ----------- | --------------- |
| 2020 | 11 novembre | MacBook Air, M1 (fine 2020)                    | MacBook Air | in produzione   |
| 2020 | 11 novembre | MacBook Pro con Touch Bar, M1 (13", fine 2020) | MacBook Pro | in produzione   |
| 2020 | 11 novembre | Mac Mini, M1 (fine 2020)                       | Mac mini    | in produzione   |
| 2021 | 30 aprile   | iMac, M1 (metà 2021)                           | iMac        | in produzione   |
| 2021 | 26 ottobre  | MacBook Pro, M1 Pro e M1 Max (14", fine 2021)  | MacBook Pro | in produzione   |
| 2021 | 26 ottobre  | MacBook Pro, M1 Pro e M1 Max (16", fine 2021)  | MacBook Pro | in produzione   |
| 2022 | 8 marzo     | Mac Studio, M1 Max e M1 Ultra (inizio 2022)    | Mac Studio  | in produzione   |
| 2022 | 8 luglio    | MacBook Air M2                                 | Macbook air | in produzione   |